# Freienfelser Ritterspiele

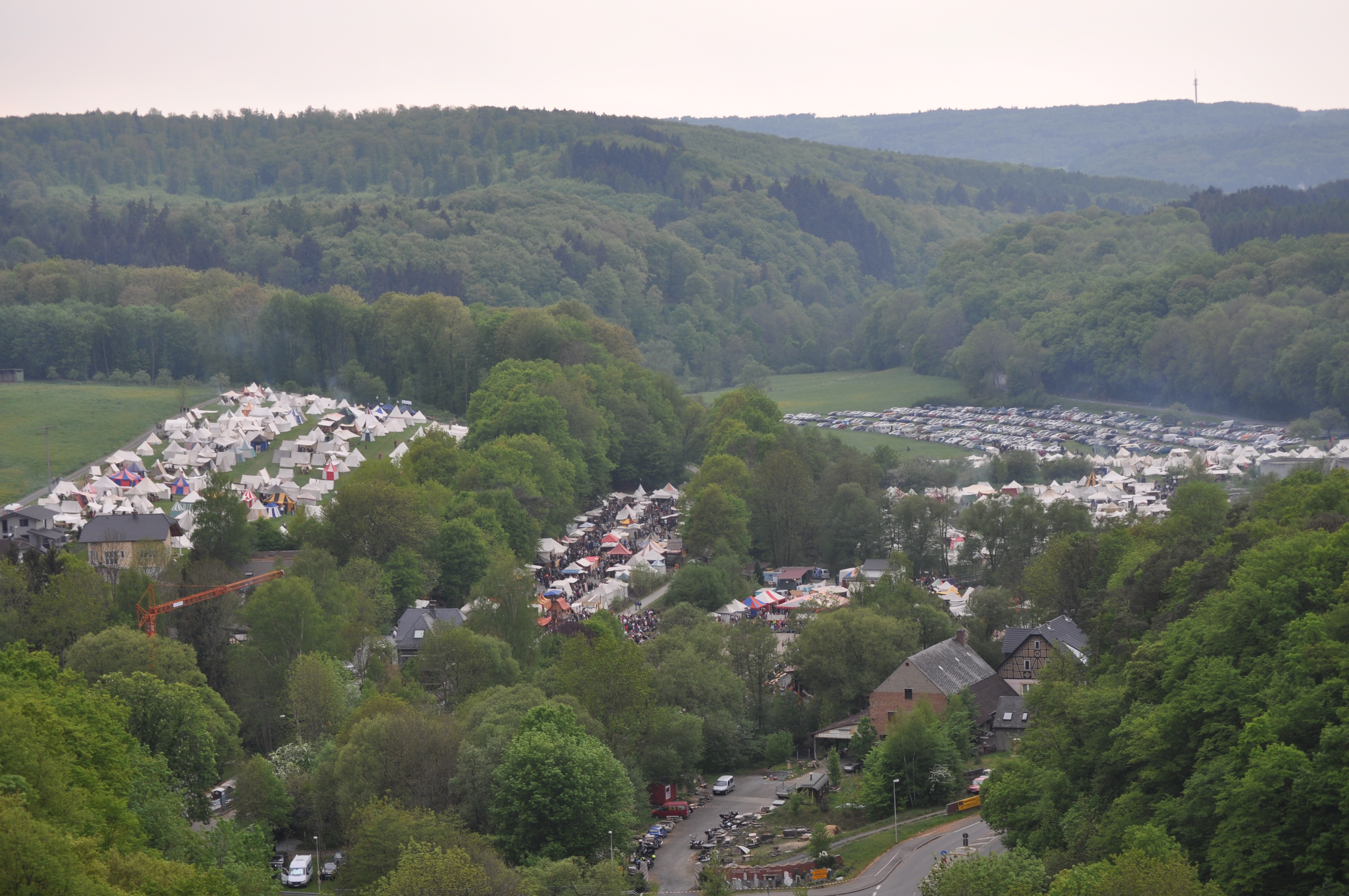
Freienfelser Ritterspiele 2011

Die Freienfelser Ritterspiele sind eine Mittelalterveranstaltung, einschließlich Mittelaltermarkt und Ritterturnier in Weinbach-Freienfels im mittelhessischen Landkreis Limburg-Weilburg. Auf der im Jahr 1993 ins Leben gerufenen Veranstaltung treffen sich alljährlich rund 25.000 Besucher und über 2.000 Aktive auf rund 150.000 Quadratmetern Gesamtfläche.

## Beschreibung
Immer an Christi Himmelfahrt und dem darauf folgenden Wochenende durchgeführt, sollen die Freienfelser Ritterspiele das mittelalterliche Leben darstellen. Vorgeführt werden Leben und Lager, Handwerk und Handel, Essen und Trinken, Kampfkunst und Gaukelei im Zeitraum von der Völkerwanderung bis zum Hochmittelalter.
Der größte Teil der Veranstaltungsfläche wird von den zwei großen Lagern eingenommen, in denen bis zu 2.000 Teilnehmer in über 120 Lagerstätten leben. Der Großteil des Programms findet auf dem Turnierplatz statt, der 3.000 Zuschauern Platz bietet. Die fast 150 Händler und Handwerker können ihre Waren und Handwerkskunst auf dem großen Marktplatz zeigen. Auf mehreren großen und kleinen Bühnen spielen bis zu zehn Musikgruppen.
Höhepunkte des Wochenendes sind die Showturniere, das freie Turnier sowie das Nachtturnier und die anschließende Feuershow. Zudem wird an jedem Veranstaltungstag eine Feldschlacht vorgeführt.
Die Mehrheit der Programmpunkte im Turnierbereich richtet sich an Familien und Kinder, auch ein Kinderbereich ist eingerichtet. In den Lagern gibt es zahlreiche Mitmach-Angebote.